# Calathea comosa
Calathea comosa är en strimbladsväxtart som först beskrevs av Carl von Linné d.y., och fick sitt nu gällande namn av John Lindley. Calathea comosa ingår i släktet Calathea och familjen strimbladsväxter. Inga underarter finns listade.